# Václav Vašků
Václav Vašků (* 1962 Praha) je český novinář a fotograf.

## Život
Pracoval jako novinář v Občanském deníku, v letech 1996 až 2004 působil jako tiskový mluvčí Greenpeace ČR. Ve stejné době byl také šéfredaktorem Magazínu Greenpeace - časopisu pro ochranu přírody a životního prostředí. Od roku 2004 na volné noze.
Publikoval např. v časopisech 21. století, Reflex, Nový Prostor, Sedmá generace, Koktejl atd.
Cyklus jeho fotografií o současném životě v oblasti Černobylu získal 2. místo v kategorii Příroda a životní prostředí soutěže Czech Press Photo 2005.